# Nekrolog 2. Quartal 1997
Nekrolog
◄◄
| ◄
| 1993
| 1994
| 1995
| 1996
| 1997 | 1998 | 1999 | 2000 | 2001 | ► | ►►
1. Quartal |
2. Quartal |
3. Quartal |
4. Quartal 1997
Weitere Ereignisse | Allgemeiner Nekrolog 1997
Die Beschreibung der verstorbenen Person sollte so kurz wie möglich gehalten sein und nur deren signifikante Tätigkeit(en) enthalten.
Neue Namen ggf. auch unter dem Geburts- und Sterbedatum, also etwa unter 1. Januar und im Geburts- und Sterbejahr (2024) eintragen (nur bei entsprechender großer Wichtigkeit). Für Beispiele siehe die schon vorhandenen Artikel.
Außerdem über die fünf zuletzt Verstorbenen, zu denen es einen ausreichend guten Artikel für eine Präsentation auf der Hauptseite gibt, nach der todesbedingten Überarbeitung der Artikel ggf. auch unter Wikipedia Diskussion:Hauptseite informieren und sie am besten auch in den anderen Wikipedia-Sprachversionen eintragen. Tipp: Regelmäßig bei news.google.de nach „ist tot“, „gestorben“ oder „verstorben“ suchen.
Wenn eine Person gestorben ist, gibt es viele Seiten zu dieser Person in der Wikipedia, die davon auch betroffen sind und entsprechend aktualisiert werden müssen. Beispiele: Namenübersichtsseite, Geburtsjahr, Geburtsort-Seiten und viele mehr.
Wie finde ich die betroffenen Seiten?
Im Suchfeld auf der linken Seite gibt man den Suchbegriff so ein: „Vorname Nachname“. Dann klickt man auf Volltext und alle Seiten mit entsprechendem Suchtext werden aufgerufen. Hier sieht man dann schnell, wo auch das Todesjahr Sinn macht oder sogar ein Teil des Artikels angepasst werden muss. Auch hilft das „Werkzeug“ auf der linken Seite sehr gut, um solche Seiten aufzufinden: „Links auf diese Seite“. Somit ist die Wikipedia wieder aktuell in allen Bereichen! Hinweis: bei Eintragung der Kategorie „Gestorben JAHR“ wird der Missbrauchsfilter 49 ausgelöst, was jedoch nicht schlimm ist. Siehe: Spezial:Missbrauchsfilter/49
Dies ist eine Liste von im zweiten Quartal 1997 verstorbenen bekannten Persönlichkeiten. Die Einträge erfolgen innerhalb der einzelnen Daten alphabetisch sortiert. Tiere sind im Nekrolog für Tiere zu finden.

## April
| Tag       | Name                                          | Beruf, bekannt als                                                                                              | Alter | Beleg |
| --------- | --------------------------------------------- | --- | ----- | ----- |
| 1. April  | Evsey D. Domar                                | US-amerikanischer Wirtschaftswissenschaftler                                                                    | 82    |       |
| 1. April  | Henneke Gülzow                                | deutscher evangelischer Theologe und Hamburger Hochschullehrer                                                  | 59    |       |
| 1. April  | Ludwig Heberer                                | deutscher Arzt                                                                                                  | 81    |       |
| 1. April  | Karl Ude                                      | deutscher Journalist und Schriftsteller                                                                         | 91    |       |
| 1. April  | Lutz Voigtmann                                | deutscher Maler                                                                                                 | 56    |       |
| 2. April  | Adolf Bender                                  | deutscher Maler des Impressionismus und des Expressionismus                                                     | 94    |       |
| 2. April  | Carlo Böhm                                    | österreichischer Schauspieler                                                                                   | 79    |       |
| 2. April  | Anthony Bushell                               | britischer Theater- und Filmschauspieler                                                                        | 92    |       |
| 2. April  | Éliane de Creus                               | französische Schauspielerin und Sängerin (Sopran)                                                               | 91    |       |
| 2. April  | Zsolt Durkó                                   | ungarischer Komponist                                                                                           | 62    |       |
| 2. April  | Reg Lewis                                     | englischer Fußballspieler                                                                                       | 77    |       |
| 2. April  | Julij Mejtus                                  | ukrainischer Komponist                                                                                          | 94    |       |
| 2. April  | Tomoyuki Tanaka                               | japanischer Filmproduzent                                                                                       | 86    |       |
| 2. April  | Hugo Vallazza                                 | italienischer Maler (Südtirol)                                                                                  | 41    |       |
| 3. April  | Lonnie Austin                                 | US-amerikanischer Old-Time-Musiker                                                                              | 92    |       |
| 3. April  | Thomas Sylvester Barthel                      | deutscher Ethnologe und Hochschullehrer                                                                         | 74    |       |
| 3. April  | Sergei Iwanowitsch Filatow                    | russischer Dressurreiter                                                                                        | 70    |       |
| 3. April  | Otto Graff                                    | deutscher Maler                                                                                                 | 82    |       |
| 3. April  | Christian von Maltzahn                        | deutscher Schwulenaktivist                                                                                      | 41    |       |
| 3. April  | Robert W. Ward                                | US-amerikanischer Politiker                                                                                     | 67    |       |
| 4. April  | Hertha Ehlert                                 | deutsche KZ-Aufseherin in Konzentrationslagern                                                                  | 92    |       |
| 4. April  | Hartwig Fiege                                 | deutscher Lehrer, Professor, Historiker und Publizist                                                           | 95    |       |
| 4. April  | Wilhelm Ohlenbusch                            | deutscher NS-Propagandaleiter im Generalgouvernement                                                            | 97    |       |
| 4. April  | Leo Picard                                    | deutsch-israelischer Geologe                                                                                    | 96    |       |
| 4. April  | Mike Raven                                    | britischer Radio-DJ, Schauspieler, Bildhauer und Fotograf                                                       | 72    |       |
| 4. April  | Dieter Richter                                | deutscher Geologe                                                                                               | 67    |       |
| 4. April  | Sugimura Haruko                               | japanische Schauspielerin                                                                                       | 88    |       |
| 4. April  | Alparslan Türkeş                              | neofaschistischer türkischer Politiker                                                                          | 79    |       |
| 4. April  | Rudolf Ulrich                                 | deutscher Schauspieler und Synchronsprecher                                                                     | 75    |       |
| 5. April  | Kwame Baah                                    | ghanaischer Politiker, Außenminister und Militär                                                                | 58    |       |
| 5. April  | Melvin Baron                                  | US-amerikanischer Bauingenieur                                                                                  | 70    |       |
| 5. April  | Paul de Bruyn                                 | deutscher Marathonläufer                                                                                        | 89    |       |
| 5. April  | Ignazio Buttitta                              | italienischer Lyriker                                                                                           | 97    |       |
| 5. April  | Paul W. Cronin                                | US-amerikanischer Politiker                                                                                     | 59    |       |
| 5. April  | Allen Ginsberg                                | US-amerikanischer Dichter der Beat Generation                                                                   | 70    |       |
| 5. April  | Warren Godfrey                                | kanadischer Eishockeyspieler                                                                                    | 66    |       |
| 5. April  | August Heckscher                              | US-amerikanischer Herausgeber, Autor, Hochschullehrer und Intellektueller                                       | 83    |       |
| 5. April  | František Kožík                               | tschechischer Schriftsteller, Vertreter des Esperanto                                                           | 87    |       |
| 5. April  | Yella Boy                                     | US-amerikanischer Rapper                                                                                        | 23    |       |
| 6. April  | Jack Kent Cooke                               | kanadischer Unternehmer                                                                                         | 84    |       |
| 6. April  | Stephan Hermlin                               | deutscher Schriftsteller                                                                                        | 81    |       |
| 06. April | Ruth Krenn                                    | deutsche Autorin, Übersetzerin und Herausgeberin                                                                | 87    |       |
| 6. April  | Jesús López Pacheco                           | spanischer Schriftsteller                                                                                       | 66    |       |
| 6. April  | Joaquin Mazdak Luttinger                      | US-amerikanischer Physiker                                                                                      | 73    |       |
| 6. April  | Nikola Minčev                                 | jugoslawisch-mazedonischer Politiker (BdKJ)                                                                     | 81    |       |
| 6. April  | Anita Pichler                                 | italienische Schriftstellerin (Südtirol)                                                                        | 49    |       |
| 6. April  | Rosita Serrano                                | chilenische Sängerin und Schauspielerin                                                                         | 82    |       |
| 6. April  | Pierre-Henri Teitgen                          | französischer Jurist, Professor und Politiker, MdEP                                                             | 88    |       |
| 6. April  | Gabriel Toubia                                | libanesischer Geistlicher, Erzbischof von Tripolis                                                              | 66    |       |
| 6. April  | Friedrich Wehner                              | deutscher Verwaltungsjurist                                                                                     | 87    |       |
| 7. April  | Rainer Arlt                                   | deutscher Agrarwissenschaftler, Rektor der Akademie für Staats- und Rechtswissenschaften in der DDR, MdV        | 69    |       |
| 7. April  | Heinz Blume                                   | deutscher Politiker (SPD), Mitglied der Stadtverordnetenversammlung von Groß-Berlin                             | 77    |       |
| 7. April  | Jean Clareboudt                               | französischer Bildender Künstler                                                                                |       |       |
| 7. April  | Luis Díez del Corral                          | spanischer Jurist, Politikwissenschaftler und Ordinarius der Universität Madrid                                 | 85    |       |
| 7. April  | James Gayfer                                  | kanadischer Militärkapellmeister, Klarinettist, Organist und Chorleiter, Komponist und Musikpädagoge            | 81    |       |
| 7. April  | Viera Němejcová-Pavúková                      | slowakische Prähistorikerin                                                                                     | 60    |       |
| 7. April  | Georgi Stepanowitsch Schonin                  | sowjetischer Kosmonaut, Pilot                                                                                   | 61    |       |
| 8. April  | Charles Hayes                                 | US-amerikanischer Politiker                                                                                     | 79    |       |
| 8. April  | Hermann Hoffmann                              | deutscher Hörfunkmoderator, Musiker und Komiker                                                                 | 69    |       |
| 8. April  | Laura Nyro                                    | US-amerikanische Sängerin und Songautorin                                                                       | 49    |       |
| 8. April  | Karl Wilhelm Thilo                            | deutscher Offizier, Generalstabsoffizier der Wehrmacht und Generalleutnant der Bundeswehr                       | 86    |       |
| 9. April  | Joachim Albrecht                              | deutscher Künstler                                                                                              | 83    |       |
| 9. April  | Mae Boren Axton                               | US-amerikanische Reporterin, Lehrerin, Radiomoderatorin, PR-Agentin und Songwriterin                            | 82    |       |
| 9. April  | Sergio Bravo                                  | mexikanischer Fußballspieler                                                                                    | 69    |       |
| 9. April  | Helene Hanff                                  | US-amerikanische Autorin                                                                                        | 80    |       |
| 9. April  | Johnny Hicks                                  | US-amerikanischer Country-Sänger und Moderator                                                                  | 78    |       |
| 9. April  | Fritz Kirchhof                                | deutscher Funktionär in der DDR                                                                                 | 69    |       |
| 9. April  | Alexander Prinzipalow                         | sowjetischer Geheimdienstfunktionär                                                                             |       |       |
| 9. April  | Yank Rachell                                  | US-amerikanischer Blues-Musiker (Mandoline)                                                                     | 87    |       |
| 10. April | Erik Blumenfeld                               | deutscher Kaufmann und Politiker (CDU), MdHB, MdB, MdEP                                                         | 82    |       |
| 10. April | Michael Dorris                                | US-amerikanischer Autor und Anthropologe                                                                        | 52    |       |
| 10. April | Gösta Johansson                               | schwedischer Eishockeyspieler und -trainer                                                                      | 68    |       |
| 10. April | Marcel Maes                                   | belgischer Radrennfahrer                                                                                        | 52    |       |
| 10. April | Toshirō Mayuzumi                              | japanischer Komponist                                                                                           | 68    |       |
| 10. April | Martin Schwarzschild                          | deutsch-US-amerikanischer Astrophysiker                                                                         | 84    |       |
| 10. April | Heinz Seeliger                                | deutscher Hygieniker, Bakteriologe und Mykologe                                                                 | 76    |       |
| 11. April | Diego Ochsenbein                              | Schweizer Sänger                                                                                                | 74    |       |
| 11. April | Hans Raß                                      | deutscher Politiker (CSU), MdL                                                                                  | 85    |       |
| 11. April | Wang Xiaobo                                   | chinesischer Schriftsteller                                                                                     | 44    |       |
| 12. April | Ivar Eriksson                                 | schwedischer Fußballspieler                                                                                     | 87    |       |
| 12. April | Gottfried Fitzer                              | deutscher evangelischer Theologe und Neutestamentler                                                            | 93    |       |
| 12. April | Kurt Laqueur                                  | deutscher Diplomat                                                                                              | 82    |       |
| 12. April | Nechama Leibowitz                             | israelischer Bibelwissenschaftlerin                                                                             |       |       |
| 12. April | George Wald                                   | US-amerikanischer Physiologe und Nobelpreisträger                                                               | 90    |       |
| 12. April | Arnold Stöckli                                | Schweizer Architekt                                                                                             | 88    |       |
| 13. April | Sue Sarafian Jehl                             | US-amerikanische Sekretärin von General Dwight D. Eisenhower                                                    | 80    |       |
| 13. April | Nishida Shūhei                                | japanischer Leichtathlet                                                                                        | 86    |       |
| 13. April | Rodolfo Oroz                                  | chilenischer Latinist, Romanist und Hispanist                                                                   | 101   |       |
| 13. April | Voldemar Väli                                 | estnischer Ringer                                                                                               | 94    |       |
| 14. April | Gerda Christian                               | deutsche Privatsekretärin von Adolf Hitler                                                                      | 83    |       |
| 14. April | Vito Fumagalli                                | italienischer Mittelalterhistoriker und Politiker, Mitglied der Camera dei deputati                             | 58    |       |
| 14. April | Jean-Louis Jobidon                            | kanadischer Ordensgeistlicher, Bischof von Mzuzu                                                                | 80    |       |
| 14. April | Hans-Reinhard Koch                            | deutscher Verwaltungsjurist und VAC-Funktionär                                                                  | 94    |       |
| 15. April | Ludwig Bade                                   | deutscher Politiker (SPD)                                                                                       | 86    |       |
| 15. April | David Dockendorf                              | US-amerikanischer Tonmeister                                                                                    | 73    |       |
| 15. April | Jaime Garcia Goulart                          | portugiesischer römisch-katholischer Theologe, Bischof von Dili                                                 | 89    |       |
| 15. April | Wolfgang Friedrich Gutmann                    | deutscher Evolutionsbiologe, Begründer der Frankfurter Evolutionstheorie                                        | 61    |       |
| 15. April | Hans Iven                                     | deutscher Politiker (SPD), MdB                                                                                  | 69    |       |
| 15. April | Zdeněk Mlynář                                 | tschechischer Politiker und Politologe                                                                          | 66    |       |
| 15. April | Sam Moskowitz                                 | US-amerikanischer Science-Fiction-Autor und -Herausgeber                                                        | 76    |       |
| 15. April | Ludwig Mülhaupt                               | deutscher Wirtschaftswissenschaftler und Hochschullehrer                                                        | 84    |       |
| 15. April | Helmut Schönefeld                             | deutscher Generalleutnant                                                                                       | 81    |       |
| 15. April | Willi Spiess                                  | deutscher bildender Künstler und Maler                                                                          | 87    |       |
| 15. April | Richard Tousey                                | US-amerikanischer Physiker und Astronom                                                                         | 88    |       |
| 16. April | Kurt Asche                                    | deutscher SS-Obersturmführer; „Judenreferent“ des Sicherheitsdienstes (SD) in Belgien                           | 87    |       |
| 16. April | Jan Bruins                                    | niederländischer Motorradrennfahrer                                                                             | 56    |       |
| 16. April | Kenneth Gentry                                | US-amerikanischer Mörder                                                                                        | 36    |       |
| 16. April | Thaddeus Golas                                | US-amerikanischer Autor                                                                                         | 72    |       |
| 16. April | Rudolf Huber                                  | österreichischer Politiker (SPÖ) und Bezirksvorsteher                                                           | 72    |       |
| 16. April | Doug McMahon                                  | kanadischer Fußballspieler                                                                                      | 79    |       |
| 16. April | Vasek Polak                                   | tschechisch-US-amerikanischer Autohändler, Rennfahrer und Rennstallbesitzer                                     | 82    |       |
| 16. April | Roland Topor                                  | französischer Schriftsteller, Schauspieler und Maler                                                            | 59    |       |
| 16. April | Claude Tresmontant                            | französischer Philosoph                                                                                         | 71    |       |
| 16. April | Sam Waagenaar                                 | niederländischer Fotograf und Autor                                                                             | 89    |       |
| 16. April | Francis Walder                                | belgischer Schriftsteller                                                                                       | 90    |       |
| 17. April | Chaim Herzog                                  | israelischer Politiker, Präsident Israels                                                                       | 78    |       |
| 17. April | Folke Hauger Johannessen                      | norwegischer Admiral                                                                                            | 83    |       |
| 17. April | Carlo Maccari                                 | italienischer Geistlicher, Erzbischof von Ancona-Osimo                                                          | 84    |       |
| 18. April | Herbert Czaja                                 | deutscher Politiker (CDU), MdB                                                                                  | 82    |       |
| 18. April | Ferdinand Karpik                              | deutsch-österreichischer Geschäftsmann                                                                          |       |       |
| 18. April | Juan Félix Sánchez                            | venezolanischer Künstler und Handwerker                                                                         | 96    |       |
| 19. April | Bonifatius Fischer                            | deutscher Theologe und Benediktiner                                                                             | 81    |       |
| 19. April | Theo Frey                                     | Schweizer Fotograf                                                                                              | 89    |       |
| 19. April | Carl Walter Liner                             | Schweizer Maler                                                                                                 | 82    |       |
| 19. April | Alexander Slawik                              | österreichischer Japanologe                                                                                     | 96    |       |
| 19. April | Wolfgang Struve                               | deutscher Paläontologe                                                                                          | 72    |       |
| 19. April | Henri Vilbert                                 | französischer Schauspieler                                                                                      | 93    |       |
| 20. April | Otto Lippross                                 | deutscher Mediziner und ärztlicher Standespolitiker                                                             |       |       |
| 20. April | Jean Louis                                    | französisch-US-amerikanischer Kostümbildner und Modedesigner                                                    | 89    |       |
| 20. April | Otto Wilhelm von Vacano                       | deutscher klassischer Archäologe mit Schwerpunkt Etruskologie                                                   | 86    |       |
| 20. April | Rudolf Wittenzellner                          | deutscher Strahlenschützer und Universitätsprofessor                                                            |       |       |
| 21. April | Karl Holper                                   | österreichischer Politiker (ÖVP), Landtagsabgeordneter im Burgenland, Mitglied des Bundesrates                  | 78    |       |
| 21. April | Luitgard Im                                   | deutsche Theater- und Filmschauspielerin                                                                        | 67    |       |
| 21. April | Diosdado Macapagal                            | philippinischer Präsident                                                                                       | 86    |       |
| 21. April | Andrés Rodríguez                              | paraguayischer Präsident                                                                                        | 73    |       |
| 21. April | Paul Siebertz                                 | deutscher Landschaftsmaler                                                                                      | 81    |       |
| 21. April | Aníbal Tarabini                               | argentinischer Fußballspieler                                                                                   | 55    |       |
| 21. April | Herbert Zipper                                | österreichisch-US-amerikanischer Komponist, Dirigent und Musikpädagoge                                          | 92    |       |
| 22. April | Heinrich Brandweiner                          | österreichischer Jurist (Kirchen- und Völkerrecht)                                                              | 87    |       |
| 22. April | Jean Carlu                                    | französischer Grafiker                                                                                          | 96    |       |
| 22. April | Néstor Cerpa Cartolini                        | peruanischer Revolutionär                                                                                       | 43    |       |
| 22. April | Isawa Taka                                    | japanischer Schriftsteller                                                                                      |       |       |
| 22. April | Josef Köcher                                  | deutscher Politiker (SPD), MdL                                                                                  | 90    |       |
| 22. April | Heinz Trökes                                  | deutscher Maler und Grafiker                                                                                    | 83    |       |
| 23. April | George Lowell Field                           | US-amerikanischer Politikwissenschaftler                                                                        |       |       |
| 23. April | Esther Goldfrank                              | US-amerikanische Anthropologin                                                                                  | 100   |       |
| 23. April | Günter Hain                                   | deutscher Maler, Zeichner und Illustrator in der Lausitz                                                        | 81    |       |
| 23. April | Kristen Helveg Petersen                       | dänischer Politiker (Det Radikale Venstre), Mitglied des Folketing                                              | 87    |       |
| 23. April | Camillo Ripamonti                             | italienischer Politiker, Mitglied der Camera dei deputati und des Senato della Repubblica                       | 77    |       |
| 23. April | Beatrice Seear, Baroness Seear                | britische Hochschullehrerin, Frauenrechtlerin und Politikerin                                                   | 83    |       |
| 23. April | Fritz Senft                                   | schweizerischer Schriftsteller                                                                                  | 74    |       |
| 23. April | Inge Viermetz                                 | deutsche Abteilungsleiterin beim Lebensborn e.V.                                                                | 89    |       |
| 24. April | Wiktor Iwanowitsch Awilow                     | sowjetischer Diplomat                                                                                           | 96    |       |
| 24. April | Robert Erickson                               | US-amerikanischer Komponist                                                                                     | 80    |       |
| 24. April | Bohumil Kosour                                | tschechoslowakischer Skisportler                                                                                | 84    |       |
| 24. April | Josef Kostelecky                              | österreichischer Politiker (SPÖ), Landtagsabgeordneter, Abgeordneter zum Nationalrat                            | 83    |       |
| 24. April | Werner Metzen                                 | deutscher Unternehmer                                                                                           | 51    |       |
| 24. April | Marianne Neugebauer-Iwanska                   | österreichische Malerin                                                                                         | 86    |       |
| 24. April | Alan Keir Rothnie                             | britischer Botschafter                                                                                          | 76    |       |
| 24. April | Eugene Stoner                                 | US-amerikanischer Ingenieur und Unternehmer                                                                     | 74    |       |
| 24. April | Ines Vercesi                                  | italienische Turnerin                                                                                           | 81    |       |
| 25. April | Lothar Diversy                                | deutscher Politiker (CDU) und saarländischer Landtagsabgeordneter                                               | 65    |       |
| 25. April | Elmar Edel                                    | deutscher Ägyptologe und Hetithologe                                                                            | 83    |       |
| 25. April | Nikolai Dmitrijewitsch Jegorow                | russischer Politiker und ehemaliger Gouverneur der Region Krasnodar                                             | 45    |       |
| 25. April | Brian May                                     | australischer Komponist für Filmmusik                                                                           | 62    |       |
| 25. April | Verena Nusz                                   | österreichische Malerin und Grafikerin                                                                          | 47    |       |
| 25. April | Goldy Parin-Matthèy                           | schweizerische Psychoanalytikerin                                                                               | 85    |       |
| 25. April | Dudley Pope                                   | britischer Autor                                                                                                | 71    |       |
| 25. April | Andreas Rett                                  | österreichischer Arzt und Autor                                                                                 | 73    |       |
| 25. April | Peter Stöger                                  | österreichischer Künstler und Literat                                                                           | 57    |       |
| 25. April | Bernard Vonnegut                              | US-amerikanischer Meteorologe                                                                                   | 82    |       |
| 25. April | Gerhard Wiedemann                             | deutscher Ingenieur                                                                                             | 88    |       |
| 25. April | Chia-Shun Yih                                 | chinesisch-US-amerikanischer Ingenieur                                                                          |       |       |
| 26. April | John Beal                                     | US-amerikanischer Schauspieler                                                                                  | 87    |       |
| 26. April | Ugo Duse                                      | italienischer Musikwissenschaftler                                                                              | 70    |       |
| 26. April | Carl Forcht                                   | deutscher Filmeditor                                                                                            | 89    |       |
| 26. April | Peng Zhen                                     | chinesischer Politiker, Bürgermeister von Peking und Vorsitzender des Nationalen Volkskongresses der Volksre... | 94    |       |
| 26. April | Gerhard Praschak                              | österreichischer Bankmanager                                                                                    |       |       |
| 26. April | Serhij Schyschko                              | ukrainischer Kunstmaler                                                                                         | 85    |       |
| 26. April | Howard E. Simmons                             | US-amerikanischer Industriechemiker                                                                             | 67    |       |
| 27. April | Gabriel Figueroa                              | mexikanischer Kameramann                                                                                        | 90    |       |
| 27. April | Joachim Hahn                                  | deutscher Prähistoriker                                                                                         | 54    |       |
| 27. April | Paul Lambert                                  | US-amerikanischer Schauspieler                                                                                  | 74    |       |
| 27. April | Dulce María Loynaz                            | kubanische Dichterin                                                                                            | 93    |       |
| 27. April | Piotr Skrzynecki                              | polnischer Kabarettist                                                                                          | 66    |       |
| 27. April | Peter Winch                                   | englischer Philosoph                                                                                            | 71    |       |
| 28. April | Justo Alonso Leguísamo                        | uruguayischer Politiker                                                                                         |       |       |
| 28. April | Norbert Brinkmann                             | deutscher Politiker (CDU), MdL, Minister                                                                        | 85    |       |
| 28. April | Peter Tali Coleman                            | US-amerikanischer Politiker                                                                                     | 77    |       |
| 28. April | Roger Jean Gautheret                          | französischer Botaniker                                                                                         | 87    |       |
| 28. April | Günter Grell                                  | deutscher Parteifunktionär (SED)                                                                                | 71    |       |
| 28. April | Ann Petry                                     | US-amerikanische Schriftstellerin                                                                               | 88    |       |
| 28. April | Peter Rowe                                    | britischer Ingenieurwissenschaftler und Geotechniker                                                            | 74    |       |
| 28. April | Peter Murray Taylor, Baron Taylor of Gosforth | britischer Richter, Lord Chief Justice of England and Wales (1992–1996)                                         | 66    |       |
| 28. April | Martin Weikert                                | deutscher Generalleutnant und Vizeminister für Staatssicherheit der DDR                                         | 82    |       |
| 29. April | Harold Granowsky                              | US-amerikanischer Jazzmusiker und Musikproduzent                                                                | 66    |       |
| 29. April | Günther Laukien                               | deutscher Physiker und Unternehmensgründer                                                                      | 72    |       |
| 29. April | Ernst Weiss                                   | österreichischer Boxer                                                                                          | 85    |       |
| 29. April | Willem Hendrik Zwart                          | niederländischer Organist und Komponist                                                                         | 71    |       |
| 30. April | Werner Kock                                   | deutscher Bürgermeister                                                                                         | 75    |       |
| 30. April | Henry Picard                                  | US-amerikanischer Golfspieler                                                                                   | 90    |       |
| 30. April | Wolfgang Späte                                | deutsches Fliegerass der Luftwaffe im Zweiten Weltkrieg                                                         | 85    |       |
| 30. April | Wladimir Georgijewitsch Sucharew              | sowjetischer Leichtathlet                                                                                       | 72    |       |

## Mai
| Tag     | Name                                    | Beruf, bekannt als                                                                                              | Alter | Beleg |
| ------- | --------------------------------------- | --- | ----- | ----- |
| 1. Mai  | Elena Altieri                           | italienische Schauspielerin                                                                                     | 86    |       |
| 1. Mai  | Maria Biljan-Bilger                     | österreichische Bildhauerin, Keramikerin und Textilkünstlerin                                                   | 85    |       |
| 1. Mai  | Friedl Däuber                           | deutscher Skirennläufer und Skilangläufer                                                                       | 86    |       |
| 1. Mai  | Carlo Jenzer                            | Schweizer Pädagoge                                                                                              | 59    |       |
| 01. Mai | Tauno Johannes Kukkamäki                | finnischer Geodät                                                                                               | 87    |       |
| 1. Mai  | Hans Luder                              | Schweizer Architekt                                                                                             | 84    |       |
| 1. Mai  | Bo Widerberg                            | schwedischer Filmregisseur, Drehbuchautor und Filmeditor                                                        | 66    |       |
| 2. Mai  | Karl Heinz Dallinger                    | deutscher Maler                                                                                                 | 89    |       |
| 2. Mai  | John Carew Eccles                       | australischer Physiologe                                                                                        | 94    |       |
| 2. Mai  | Heinz Ellenberg                         | deutscher Biologe, Botaniker, Landschaftsökologie, Wegbereiter einer ganzheitlichen Sicht des Ökosystems in ... | 83    |       |
| 2. Mai  | Anton Fey                               | deutscher Unternehmer und Verbandsfunktionär                                                                    | 80    |       |
| 2. Mai  | Paulo Freire                            | brasilianischer Pädagoge, Jurist, Historiker, Philosoph und Autor                                               | 75    |       |
| 2. Mai  | Hans Graul                              | deutscher Geograph und Geologe (Geomorphologie, Quartärgeologie)                                                | 87    |       |
| 2. Mai  | Severin Pernek                          | jugoslawischer Priester, Bischof von Dubrovnik                                                                  | 72    |       |
| 2. Mai  | Keith R. Porter                         | kanadischer Zellbiologe                                                                                         | 84    |       |
| 2. Mai  | Johannes Tobei                          | deutscher Priester und Generalvikar                                                                             | 67    |       |
| 3. Mai  | Sébastien Enjolras                      | französischer Rennfahrer                                                                                        | 21    |       |
| 3. Mai  | François Frétellière                    | französischer Bischof                                                                                           | 71    |       |
| 3. Mai  | Stefan Gottschall                       | deutscher Chemiker, Hochschullehrer und Politiker (DSU), MdV, MdB                                               | 54    |       |
| 3. Mai  | Louis Napoléon                          | französisches Oberhaupt des Hauses Bonaparte                                                                    | 83    |       |
| 3. Mai  | Peter Schmiedel                         | deutscher Maler                                                                                                 | 67    |       |
| 3. Mai  | Narciso Yepes                           | spanischer klassischer Gitarrist, Lautenist, Arrangeur und Komponist                                            | 69    |       |
| 4. Mai  | Vijayananda Dahanayake                  | sri-lankischer Politiker                                                                                        | 94    |       |
| 4. Mai  | Rudolf Edinger                          | österreichischer Gewichtheber                                                                                   | 94    |       |
| 4. Mai  | Alvy Moore                              | US-amerikanischer Schauspieler                                                                                  | 75    |       |
| 4. Mai  | Hans Schlempp                           | deutscher Jurist                                                                                                | 89    |       |
| 4. Mai  | Lyman Bradford Smith                    | US-amerikanischer Botaniker                                                                                     | 92    |       |
| 5. Mai  | Tadeusz Ciesiulewicz                    | polnischer Maler und Illustrator                                                                                | 60    |       |
| 5. Mai  | Walter Gotell                           | britischer Schauspieler                                                                                         | 73    |       |
| 5. Mai  | Ove Hansen                              | dänischer Politiker (Socialdemokraterne)                                                                        | 87    |       |
| 5. Mai  | Erwin Leder                             | österreichischer Arzt und Wehrmachtsoldat, Gerechter unter den Völkern                                          | 83    |       |
| 5. Mai  | Karl Lottes                             | deutscher Motorradrennfahrer                                                                                    | 85    |       |
| 5. Mai  | Tolia Nikiprowetzky                     | russischer Komponist                                                                                            | 80    |       |
| 5. Mai  | David E. Scherman                       | US-amerikanischer Fotograf und Journalist                                                                       |       |       |
| 6. Mai  | Lefter Goga                             | albanischer kommunistischer Politiker                                                                           | 76    |       |
| 6. Mai  | John Edwards Hill                       | britischer Mammaloge                                                                                            | 68    |       |
| 6. Mai  | Allan S. Jacobson                       | US-amerikanischer Astrophysiker                                                                                 | 64    |       |
| 6. Mai  | Günther Jerschke                        | deutscher Schauspieler und Synchronsprecher                                                                     | 75    |       |
| 6. Mai  | Angelo Novi                             | italienischer Fotograf                                                                                          | 66    |       |
| 6. Mai  | Gertrud Thausing                        | österreichische Ägyptologin                                                                                     | 91    |       |
| 6. Mai  | Ursula Vogel-Weidemann                  | deutsch-südafrikanische Althistorikerin                                                                         | 66    |       |
| 7. Mai  | Siegfried Theodor Arndt                 | evangelisch-lutherischer Pfarrer                                                                                | 82    |       |
| 7. Mai  | Norbert Herkenrath                      | deutscher Prälat und Vorstandsvorsitzender von Misereor                                                         | 67    |       |
| 7. Mai  | George Lynch                            | US-amerikanischer Automobilrennfahrer                                                                           | 78    |       |
| 8. Mai  | Joachim Angermeyer                      | deutscher Unternehmer und Politiker (FDP), MdB                                                                  | 73    |       |
| 8. Mai  | Franz Brodowski                         | deutscher Politiker (SPD), MdL                                                                                  | 75    |       |
| 8. Mai  | Bernard Grobot                          | französischer Automobilrennfahrer                                                                               | 48    |       |
| 8. Mai  | Kai-Uwe von Hassel                      | deutscher Politiker (CDU), MdL, Ministerpräsident von Schleswig-Holstein, MdB, MdEP                             | 84    |       |
| 8. Mai  | Pat Hughes                              | britischer Tennisspieler                                                                                        | 94    |       |
| 8. Mai  | Modest Graf von Korff                   | deutscher SS-Hauptsturmführer; Beamter                                                                          | 88    |       |
| 9. Mai  | René Carpentier                         | französischer Politiker (FKP), Abgeordneter der Nationalversammlung und Bürgermeister von Trith-Saint-Léger     | 68    |       |
| 9. Mai  | Augusto Céspedes                        | bolivianischer Schriftsteller und Politiker                                                                     | 93    |       |
| 9. Mai  | Marco Ferreri                           | italienischer Filmregisseur und Drehbuchautor                                                                   | 68    |       |
| 9. Mai  | Werner Hager                            | deutscher Kunsthistoriker sowie Hochschullehrer                                                                 | 96    |       |
| 9. Mai  | Willy Hess                              | Schweizer Musikwissenschaftler und Komponist                                                                    | 90    |       |
| 9. Mai  | Hoke Howell                             | US-amerikanischer Schauspieler                                                                                  | 67    |       |
| 9. Mai  | Rina Lasnier                            | kanadische Dichterin französischer Sprache                                                                      | 86    |       |
| 9. Mai  | Albrecht Müller-Schöll                  | deutscher Akademiedirektor, Geograph, Pädagoge, Herausgeber und Honorarprofessor                                | 69    |       |
| 9. Mai  | Marie-Thérèse Paquin                    | kanadische Pianistin, Musikpädagogin und Übersetzerin                                                           | 91    |       |
| 9. Mai  | Eddie Randle                            | US-amerikanischer Jazzmusiker und Bandleader                                                                    | 89    |       |
| 9. Mai  | Paul Zastupnevich                       | US-amerikanischer Kostümbildner                                                                                 | 75    |       |
| 10. Mai | Bernard Anderson                        | US-amerikanischer Jazztrompeter und Pianist                                                                     | 77    |       |
| 10. Mai | Emil Bruns                              | deutscher Unternehmer                                                                                           | 81    |       |
| 10. Mai | Manfred Harsdorff                       | deutscher Festkörperphysiker                                                                                    | 64    |       |
| 10. Mai | Bernhard Krüger                         | Fußballspieler                                                                                                  | 82    |       |
| 10. Mai | Jacinto Quincoces                       | spanischer Fußballspieler und Trainer                                                                           | 91    |       |
| 10. Mai | Louis Remacle                           | belgischer Linguist, Romanist und Schriftsteller                                                                | 86    |       |
| 10. Mai | Byomkesh Tripathy                       | indischer Theater- und Filmregisseur, sowie Bühnenautor, Produzent und Schauspieler des Oriya-Films             | 68    |       |
| 11. Mai | David Christie                          | französischer Sänger                                                                                            | 49    |       |
| 11. Mai | Ernie Fields                            | US-amerikanischer Jazzposaunist und Bandleader                                                                  | 92    |       |
| 11. Mai | Markus Gähler                           | Schweizer Skispringer                                                                                           | 31    |       |
| 11. Mai | Kamekura Yūsaku                         | japanischer Grafiker                                                                                            | 82    |       |
| 11. Mai | Hans Kindermann                         | deutscher Bildhauer                                                                                             | 85    |       |
| 11. Mai | Ernst Nittner                           | deutscher Historiker                                                                                            | 82    |       |
| 11. Mai | Osman Per                               | türkischer Fußballspieler                                                                                       | 23    |       |
| 11. Mai | Marco Richterich                        | Schweizer Maler, Lithograf und Zeichner                                                                         | 68    |       |
| 11. Mai | Visvaldis Veders                        | lettischer Schachkomponist                                                                                      | 76    |       |
| 12. Mai | Michael Baldauf                         | deutscher Politiker (CDU), MdL                                                                                  | 79    |       |
| 12. Mai | Louis Barbarin                          | US-amerikanischer Jazz-Schlagzeuger                                                                             | 94    |       |
| 12. Mai | Hans Bradtke                            | deutscher Textdichter, Zeichner und Karikaturist                                                                | 76    |       |
| 12. Mai | Helmut Krebs                            | österreichischer Beamter der Wiener Stadtverwaltung, Tourismusdirekor                                           | 72    |       |
| 12. Mai | Willi Laatsch                           | deutscher Bodenkundler und Forstwissenschaftler                                                                 | 91    |       |
| 12. Mai | Kurt Møller                             | dänischer Sportfunktionär                                                                                       | 77    |       |
| 12. Mai | Henk Plenter                            | niederländischer Fußballspieler                                                                                 | 83    |       |
| 12. Mai | Frank A. Wenstrom                       | US-amerikanischer Politiker                                                                                     | 93    |       |
| 13. Mai | Bernard Brindel                         | US-amerikanischer Komponist, Musikpädagoge und Geiger                                                           | 85    |       |
| 13. Mai | Erwin Laage                             | deutscher Gartenarchitekt                                                                                       |       |       |
| 13. Mai | Laurie Lee                              | englischer Dichter                                                                                              | 82    |       |
| 13. Mai | Ernst Moritz Manasse                    | deutsch-US-amerikanischer Philosoph und klassischer Philologe                                                   | 88    |       |
| 13. Mai | Zdeňka Veřmiřovská                      | tschechoslowakische Geräteturnerin                                                                              | 83    |       |
| 14. Mai | Dschambyn Batmönch                      | mongolischer Staatsführer                                                                                       | 71    |       |
| 14. Mai | Thelma Carpenter                        | US-amerikanische Jazzsängerin und Schauspielerin                                                                | 75    |       |
| 14. Mai | Boris Parsadanjan                       | estnischer Komponist armenischer Herkunft                                                                       | 72    |       |
| 14. Mai | Val Peat                                | britische Sprinterin                                                                                            | 50    |       |
| 14. Mai | Marta Russo                             | italienische Jurastudentin                                                                                      | 22    |       |
| 14. Mai | Bessie Schönberg                        | US-amerikanische Tänzerin, Choreografin, Tanzpädagogin des Modern Dance                                         | 90    |       |
| 14. Mai | Friedrich Stephan                       | deutscher Politiker (SPD), MdL                                                                                  | 81    |       |
| 14. Mai | Frank Wagner                            | deutscher Buchhändler, Verleger und Autor                                                                       | 68    |       |
| 15. Mai | Friedrich Becker                        | deutscher Künstler und Goldschmied                                                                              | 74    |       |
| 15. Mai | David T. Martin                         | US-amerikanischer Politiker                                                                                     | 89    |       |
| 15. Mai | Tommy Turrentine                        | US-amerikanischer Swing- und Hardbop-Trompeter                                                                  | 69    |       |
| 15. Mai | Friedl Volgger                          | italienischer Widerstandskämpfer, Journalist und Politiker (Südtirol), Mitglied der Camera dei deputati         | 82    |       |
| 15. Mai | Saadallah Wannous                       | syrischer Dramatiker                                                                                            |       |       |
| 15. Mai | Karl Wimmenauer                         | deutscher Architekt und Hochschullehrer                                                                         | 83    |       |
| 16. Mai | Florence Crowley                        | irischer Politiker                                                                                              | 62    |       |
| 16. Mai | Giuseppe De Santis                      | italienischer Filmregisseur                                                                                     | 80    |       |
| 16. Mai | Wang Zengqi                             | chinesischer Schriftsteller                                                                                     | 77    |       |
| 17. Mai | Heinrich Freiherr von Berenberg-Gossler | deutscher Bankier                                                                                               | 87    |       |
| 17. Mai | Harry Biss                              | US-amerikanischer Jazzpianist                                                                                   | 77    |       |
| 17. Mai | Michail Iwanowitsch Bytschkow           | russischer Eishockeyspieler                                                                                     | 70    |       |
| 17. Mai | Werner Eckart                           | deutscher Lebensmittelunternehmer                                                                               | 88    |       |
| 17. Mai | Georg Wichtermann                       | deutscher Lokalpolitiker (SPD), Bürgermeister von Schweinfurt                                                   | 88    |       |
| 17. Mai | Oscar Zeissner                          | deutscher Radrennfahrer                                                                                         | 68    |       |
| 18. Mai | Bridgette Andersen                      | US-amerikanische Filmschauspielerin und Fotomodell                                                              | 21    |       |
| 18. Mai | Antonio Cornejo Polar                   | peruanischer Schriftsteller                                                                                     | 60    |       |
| 18. Mai | Horst Lippmann                          | deutscher Jazz-Musiker und Konzertveranstalter                                                                  | 70    |       |
| 19. Mai | René Keller                             | Schweizer Diplomat                                                                                              | 83    |       |
| 19. Mai | Helmut Koziolek                         | deutscher marxistischer Wirtschaftswissenschaftler und Hochschullehrer der DDR                                  | 69    |       |
| 19. Mai | Michael Theodore Michael                | israelischer Diplomat                                                                                           | 78    |       |
| 19. Mai | Sombhu Mitra                            | indischer Regisseur und Schauspieler                                                                            | 81    |       |
| 19. Mai | Asie Payton                             | US-amerikanischer Bluesmusiker                                                                                  |       |       |
| 19. Mai | Troy Ruttman                            | US-amerikanischer Automobilrennfahrer                                                                           | 67    |       |
| 20. Mai | Roland Amstutz                          | Schweizer Schauspieler                                                                                          | 55    |       |
| 20. Mai | Virgilio Barco                          | kolumbianischer Politiker                                                                                       | 75    |       |
| 20. Mai | Margarete Bitter                        | Konsulin der Bundesrepublik Deutschland                                                                         | 94    |       |
| 20. Mai | Stanisław Has                           | polnischer Komponist und Dirigent                                                                               | 83    |       |
| 20. Mai | Edwin Kowalik                           | polnischer Pianist, Publizist und Komponist                                                                     | 68    |       |
| 20. Mai | Richard Leising                         | deutscher Lyriker                                                                                               | 63    |       |
| 20. Mai | Hans Messer                             | deutscher Unternehmer                                                                                           | 72    |       |
| 20. Mai | Hubert Weber                            | deutscher Förster und Naturschützer                                                                             | 80    |       |
| 20. Mai | Gerhard Woratz                          | deutscher Verwaltungsjurist und Ministerialbeamter                                                              | 88    |       |
| 21. Mai | Willi Döring                            | deutscher Politiker (CDU), MdL                                                                                  | 72    |       |
| 21. Mai | Herbert Hauffe                          | deutscher Politiker (SPD), MdL, MdB                                                                             | 83    |       |
| 21. Mai | Yoram Jacoby                            | deutscher Jurist und israelischer Diplomat                                                                      | 90    |       |
| 21. Mai | Jan Paul Nagel                          | sorbischer Komponist                                                                                            | 63    |       |
| 21. Mai | Heinz Schröder                          | deutscher Widerstandskämpfer                                                                                    | 87    |       |
| 22. Mai | Don Barreto                             | kubanischer Musiker und Bandleader                                                                              |       |       |
| 22. Mai | Klaus von Bismarck                      | deutscher Journalist sowie Intendant des WDR und Vorsitzender der ARD                                           | 85    |       |
| 22. Mai | Gabrielle Simon Edgcomb                 | US-amerikanische Historikerin und Dichterin                                                                     | 76    |       |
| 22. Mai | Alfred Day Hershey                      | US-amerikanischer Biologe, Nobelpreis für Medizin 1969                                                          | 88    |       |
| 22. Mai | Renzo Montagnani                        | italienischer Film- und Theaterschauspieler                                                                     | 66    |       |
| 22. Mai | Stanisław Swianiewicz                   | polnischer Politologe und Wirtschaftswissenschaftler                                                            | 97    |       |
| 22. Mai | Hartmut Urban                           | österreichischer Künstler, Maler und Grafiker                                                                   | 55    |       |
| 23. Mai | Alexander Böker                         | deutscher Journalist und Diplomat                                                                               | 85    |       |
| 23. Mai | Noel Browne                             | irischer Politiker (Clann na Poblachta, Fianna Fáil, National Progressive Democrats, Irish Labour Party, Soc... | 81    |       |
| 23. Mai | James Lee Byars                         | US-amerikanischer Künstler                                                                                      | 65    |       |
| 23. Mai | Heinz Knappe                            | deutscher Schriftsteller                                                                                        | 73    |       |
| 23. Mai | Jørgen Pedersen                         | dänischer Theologe, Kirchenhistoriker und Hochschullehrer                                                       | 77    |       |
| 23. Mai | Mahmoud Tabrizi-Zadeh                   | iranischer Santur- und Kamantschespieler                                                                        | ≈46   |       |
| 24. Mai | Kim Tal-su                              | japanischer Schriftsteller                                                                                      | 77    |       |
| 24. Mai | Karl Malkmus                            | deutscher Maler                                                                                                 | 67    |       |
| 24. Mai | Edward Mulhare                          | US-amerikanischer Schauspieler                                                                                  | 74    |       |
| 24. Mai | Sepp Weiler                             | deutscher Skispringer                                                                                           | 76    |       |
| 24. Mai | Daniel J. White                         | französischer Filmkomponist schottischer Abstammung                                                             | 85    |       |
| 25. Mai | Uwe Jens Jensen                         | deutscher Dramaturg, Theaterregisseur und Autor                                                                 | 55    |       |
| 25. Mai | Helga Raumer                            | deutsche Schauspielerin                                                                                         | 72    |       |
| 25. Mai | Peter Saladin                           | Schweizer Rechtswissenschaftler und Hochschullehrer                                                             | 62    |       |
| 25. Mai | Inge Schmidt                            | deutsche Schauspielerin und Theaterregisseurin                                                                  | 87    |       |
| 25. Mai | Buddy Weed                              | US-amerikanischer Jazzmusiker                                                                                   | 79    |       |
| 26. Mai | Manfred von Ardenne                     | deutscher Naturwissenschaftler und Politiker, MdV                                                               | 90    |       |
| 26. Mai | Henryka Bartnicka-Tajchert              | polnische Zahnärztin und Widerstandskämpferin                                                                   | 75    |       |
| 26. Mai | Jack Jersey                             | niederländischer Sänger, Texter, Komponist und Produzent                                                        | 55    |       |
| 26. Mai | James Gordon                            | US-amerikanischer Leichtathlet                                                                                  | 88    |       |
| 27. Mai | Walter Janowitz                         | deutsch-US-amerikanischer Schauspieler                                                                          | 84    |       |
| 27. Mai | Gerhard Konow                           | deutscher Jurist und Politiker                                                                                  | 68    |       |
| 27. Mai | Fritz Leutwiler                         | Schweizer Volkswirtschafter                                                                                     | 72    |       |
| 27. Mai | Hildegard Wesse                         | deutsche Ärztin                                                                                                 | 86    |       |
| 27. Mai | Gerhard Wollner                         | deutscher Schauspieler und Kabarettist                                                                          | 79    |       |
| 28. Mai | Josef Berger                            | deutscher Radrennfahrer                                                                                         | 76    |       |
| 28. Mai | Marguerite Bournoud-Schorp              | Schweizer Grafikerin und Künstlerin                                                                             | 88    |       |
| 28. Mai | Ronald V. Book                          | US-amerikanischer Informatiker                                                                                  | 60    |       |
| 28. Mai | Ferdinand Merz                          | deutscher Psychologe                                                                                            | 73    |       |
| 28. Mai | Ubaldo Néstor Sacco                     | argentinischer Boxer im Halbweltergewicht, Weltmeister                                                          | 41    |       |
| 28. Mai | John Stack                              | US-amerikanischer Ruderer                                                                                       | 73    |       |
| 29. Mai | Heinrich Barth                          | deutscher Politiker (CDU)                                                                                       | 82    |       |
| 29. Mai | Jeff Buckley                            | US-amerikanischer Sänger und Gitarrist                                                                          | 30    |       |
| 29. Mai | Alexander Kazhdan                       | russisch-US-amerikanischer Byzantinist                                                                          | 74    |       |
| 29. Mai | Victor Kirst                            | deutscher Politiker (FDP), MdHB, MdB                                                                            | 71    |       |
| 29. Mai | Hermann Kutscher                        | österreichischer Regisseur und Schauspieler                                                                     | 74    |       |
| 29. Mai | Riki Raab                               | österreichische Tänzerin, Musikschriftstellerin und Essayistin                                                  | 98    |       |
| 29. Mai | Hermann Wankel                          | deutscher Klassischer Philologe und Hochschullehrer                                                             | 68    |       |
| 29. Mai | Herbert Weicker                         | deutscher Schauspieler und Synchronsprecher                                                                     | 75    |       |
| 30. Mai | West Arkeen                             | US-amerikanischer Gitarrist                                                                                     | 36    |       |
| 30. Mai | Béla Barényi                            | österreichischer Autokonstrukteur, Pionier der passiven Sicherheit im Automobilbau                              | 90    |       |
| 30. Mai | Winsome Cripps                          | australische Sprinterin                                                                                         | 66    |       |
| 30. Mai | Wendy Hayes                             | australische Sprinterin und Hürdenläuferin                                                                      | 59    |       |
| 31. Mai | Lionel Booth                            | irischer Politiker                                                                                              | 82    |       |
| 31. Mai | Garland T. Byrd                         | US-amerikanischer Politiker                                                                                     | 72    |       |
| 31. Mai | Karl Flach                              | deutscher Unternehmer                                                                                           | 92    |       |
| 31. Mai | Sven Hauge                              | norwegischer General                                                                                            | 73    |       |
| 31. Mai | Eddie Jones                             | US-amerikanischer Jazzbassist                                                                                   | 68    |       |
| 31. Mai | Oswald Kaduk                            | deutscher SS-Unterscharführer Rapportführer in Auschwitz, Massenmörder                                          | 90    |       |
| 31. Mai | Günter Luther                           | deutscher Offizier, zuletzt Admiral der Deutschen Marine                                                        | 75    |       |
| 31. Mai | Narda van Terwisga                      | niederländische Widerstandskämpferin                                                                            | 77    |       |
| 31. Mai | Anton Zischka                           | österreichischer Journalist und Sachbuchautor                                                                   | 92    |       |
| Mai     | Joe Haley                               | kanadischer Hochspringer                                                                                        | 83    |       |
| Mai     | Erik Pausin                             | österreichischer Eiskunstläufer                                                                                 | 77    |       |

## Juni
| Tag      | Name                             | Beruf, bekannt als                                                                                 | Alter | Beleg |
| -------- | -------------------------------- | -------------------------------------------------------------------------------------------------- | ----- | ----- |
| 1. Juni  | Ruth Atkinson                    | kanadische Comicautorin und Comiczeichnerin                                                        | 78    |       |
| 1. Juni  | Leo Deck                         | Schweizer Maler                                                                                    | 88    |       |
| 1. Juni  | George Livanos                   | griechischer Reeder                                                                                | 70    |       |
| 1. Juni  | Gerhard Moltmann                 | deutscher Jurist und Diplomat                                                                      | 84    |       |
| 01. Juni | Erich Nowak                      | deutscher Jurist und Verwaltungsbeamter                                                            | 89    |       |
| 1. Juni  | Erich Oberhausen                 | deutscher Nuklearmediziner                                                                         | 70    |       |
| 1. Juni  | Fred Rauch                       | österreichisch-deutscher Autor und Hörfunkmoderator                                                | 87    |       |
| 1. Juni  | Eva Seligmann                    | deutsche Reformpädagogin                                                                           |       |       |
| 1. Juni  | Robert Serber                    | US-amerikanischer Physiker                                                                         | 88    |       |
| 1. Juni  | Uladsimir Soltan                 | weißrussischer Komponist                                                                           | 44    |       |
| 1. Juni  | Nikolai Alexandrowitsch Tichonow | sowjetischer Politiker                                                                             | 92    |       |
| 1. Juni  | Franz Tratter                    | österreichischer Politiker (SPÖ), Mitglied des Bundesrates                                         | 73    |       |
| 1. Juni  | Veikko Väänänen                  | finnischer Latinist und Romanist                                                                   | 91    |       |
| 2. Juni  | Lukas Aurednik                   | österreichischer Fußballspieler                                                                    | 79    |       |
| 2. Juni  | Doc Cheatham                     | US-amerikanischer Jazztrompeter                                                                    | 91    |       |
| 2. Juni  | Mimi Grossberg                   | österreichische Exil-Schriftstellerin                                                              | 92    |       |
| 2. Juni  | Karl Heck                        | deutscher Richter am Bundesgerichtshof und am Bundesverfassungsgericht                             | 100   |       |
| 2. Juni  | Helen Jacobs                     | US-amerikanische Tennisspielerin                                                                   | 88    |       |
| 2. Juni  | Gotthard Kronstein               | deutscher Opernsänger (Bariton) und Theaterleiter                                                  | 70    |       |
| 2. Juni  | William Alexander Levy           | US-amerikanischer Architekt                                                                        |       |       |
| 2. Juni  | Nicholas R. Oleson               | US-amerikanischer Schauspieler                                                                     | 31    |       |
| 3. Juni  | John Butrovich                   | US-amerikanischer Politiker (Alaska)                                                               | 87    |       |
| 3. Juni  | Michele Mincuzzi                 | italienischer Geistlicher, Erzbischof von Lecce                                                    | 83    |       |
| 3. Juni  | Frederik Paulsen                 | deutsch-schwedischer Mediziner und Unternehmer                                                     | 87    |       |
| 3. Juni  | Marta Schanzenbach               | deutsche Politikerin (SPD), MdB                                                                    | 90    |       |
| 3. Juni  | Altay Yavuzaslan                 | türkischer Fußballspieler                                                                          | 54    |       |
| 4. Juni  | Erwin Amend                      | deutscher Komponist und Konzertmeister                                                             | 77    |       |
| 4. Juni  | Åke Fridh                        | schwedischer Klassischer Philologe                                                                 | 78    |       |
| 4. Juni  | Ursula Heinlein                  | deutsche Politikerin (SPD) und Abgeordnete des Niedersächsischen Landtages                         | 73    |       |
| 4. Juni  | Robert Emmett Jones junior       | US-amerikanischer Politiker und Abgeordneter                                                       | 84    |       |
| 4. Juni  | Ronnie Lane                      | britischer Rockmusiker                                                                             | 51    |       |
| 4. Juni  | Ewgeni Mateew                    | bulgarischer Wirtschaftswissenschaftler und Politiker                                              | 77    |       |
| 4. Juni  | Josef Rademaker                  | deutscher Politiker (SPD), MdL                                                                     | 77    |       |
| 4. Juni  | Jacques Scherer                  | französischer Romanist, Literaturwissenschaftler und Hochschullehrer                               | 85    |       |
| 4. Juni  | Johnny Hammond Smith             | US-amerikanischer Jazzmusiker (Orgel, Bandleader und Komponist)                                    | 63    |       |
| 4. Juni  | Hans Winckelmann                 | deutscher Betriebswirt                                                                             | 94    |       |
| 4. Juni  | Pedro Zaballa                    | spanischer Fußballspieler                                                                          | 58    |       |
| 5. Juni  | Jürgen Brinkmann                 | deutscher Schriftsteller                                                                           | 63    |       |
| 5. Juni  | Ernst Weber                      | Schweizer Politiker (SP)                                                                           | 91    |       |
| 6. Juni  | Eitel Cantoni                    | uruguayischer Autorennfahrer                                                                       | 90    |       |
| 6. Juni  | Fritz Fleer                      | deutscher Bildhauer                                                                                | 75    |       |
| 06. Juni | Bettina Hoffmann                 | deutsche Archäometrikerin                                                                          |       |       |
| 6. Juni  | Claus Howitz                     | deutscher Hochschullehrer und Politiker (DBD), MdV                                                 | 70    |       |
| 6. Juni  | Charles Jones                    | US-amerikanischer Komponist kanadischer Herkunft                                                   | 86    |       |
| 6. Juni  | Kim Ki-soo                       | südkoreanischer Boxer                                                                              | 57    |       |
| 6. Juni  | Eduardas Mieželaitis             | litauischer Lyriker                                                                                | 77    |       |
| 6. Juni  | Prudence Hero Napier             | britische Primatologin und Sachbuchautorin                                                         | 81    |       |
| 6. Juni  | Max Steen                        | deutscher Lehrer und Heimatforscher                                                                | 98    |       |
| 6. Juni  | Erich Steiner                    | österreichischer Künstler                                                                          | 79    |       |
| 6. Juni  | Josef Vogel                      | deutscher römisch-katholischer Prälat                                                              | 90    |       |
| 7. Juni  | Lewis White Beck                 | US-amerikanischer Philosoph und Hochschullehrer                                                    | 83    |       |
| 7. Juni  | Jens Beermann                    | deutscher Fußballspieler                                                                           | 38    |       |
| 7. Juni  | Jacques Canetti                  | französischer Musikproduzent                                                                       | 88    |       |
| 7. Juni  | Derek Clarke                     | britischer Zehnkämpfer                                                                             | 60    |       |
| 7. Juni  | Gerhard Hesse                    | deutscher Chemiker und Hochschullehrer                                                             | 88    |       |
| 7. Juni  | Boris Pilato                     | jugoslawischer Tänzer, Choreograf, Ballettdirektor und Opernregisseur                              | 83    |       |
| 7. Juni  | Arthur Prysock                   | US-amerikanischer Jazz- und Rhythm-and-Blues-Sänger                                                | 68    |       |
| 7. Juni  | Stanley Schachter                | US-amerikanischer Sozialpsychologe und Hochschullehrer                                             | 75    |       |
| 8. Juni  | Eleonore Dörner                  | deutsche Germanistin und Schriftstellerin                                                          | 84    |       |
| 8. Juni  | Park Chae-sam                    | südkoreanischer Lyriker                                                                            | 64    |       |
| 8. Juni  | George Turner                    | australischer Schriftsteller und Kritiker                                                          | 80    |       |
| 8. Juni  | Amos Tutuola                     | nigerianischer Schriftsteller                                                                      | 76    |       |
| 8. Juni  | Karen Wetterhahn                 | US-amerikanische Chemikerin                                                                        | 48    |       |
| 9. Juni  | Károly Bajkó                     | ungarischer Ringer                                                                                 | 52    |       |
| 9. Juni  | Bobby Burgess                    | US-amerikanischer Jazzmusiker                                                                      | 67    |       |
| 9. Juni  | Winfried Dornschneider           | deutscher Theologe                                                                                 |       |       |
| 9. Juni  | Georg Grabenhorst                | deutscher Schriftsteller                                                                           | 98    |       |
| 9. Juni  | Ismael Huerta                    | chilenischer Vizeadmiral und Politiker                                                             | 80    |       |
| 9. Juni  | Günter Kahlberg                  | deutscher Verwaltungsjurist und Kommunalpolitiker (CDU)                                            | 61    |       |
| 9. Juni  | Witness Lee                      | chinesischer christlicher Prediger                                                                 |       |       |
| 9. Juni  | Herbert Mundhenke                | deutscher Archivar                                                                                 | 82    |       |
| 9. Juni  | Katrin Reemtsma                  | deutsche Ethnologin und Menschenrechtsaktivistin                                                   | 38    |       |
| 9. Juni  | Ernst Waltemathe                 | deutscher Politiker (SPD), MdB                                                                     | 62    |       |
| 10. Juni | Max Danner                       | deutscher Unfallforscher                                                                           | 67    |       |
| 10. Juni | Leo Fuld                         | niederländisch-US-amerikanischer Sänger populärer jiddischer Lieder                                | 84    |       |
| 10. Juni | Hans Gaugler                     | Schweizer Schauspieler und Theaterregisseur                                                        | 84    |       |
| 10. Juni | Lea Große                        | jüdische, kommunistische Funktionärin, Chefredakteurin des Deutschen Soldatensenders               | 91    |       |
| 10. Juni | Ernst Reiber                     | Schweizer Politiker (FDP) sowie Redaktor                                                           | 95    |       |
| 10. Juni | Son Sen                          | kambodschanischer Politiker, Geheimdienstchef und Verteidigungsminister der Roten Khmer            | 66    |       |
| 11. Juni | Thalassa Cruso                   | britische Moderatorin und Autorin                                                                  | 88    |       |
| 11. Juni | Gonzalo Fonseca                  | uruguayischer Bildhauer und Maler                                                                  | 74    |       |
| 11. Juni | Wilhelm Kremer                   | deutscher Kommunalpolitiker (SPD)                                                                  | 82    |       |
| 11. Juni | Kurt Stöpel                      | deutscher Radrennfahrer                                                                            | 89    |       |
| 12. Juni | Chuck Andrus                     | US-amerikanischer Jazzmusiker                                                                      | 68    |       |
| 12. Juni | Emil Brichta                     | deutscher Politiker (CSU), Oberbürgermeister                                                       | 81    |       |
| 12. Juni | Colette Magny                    | französische Sängerin und Liedermacherin                                                           | 70    |       |
| 12. Juni | Hans Mangold                     | deutscher Radsportler                                                                              | 58    |       |
| 12. Juni | Bulat Schalwowitsch Okudschawa   | russischer Schriftsteller und Liedermacher                                                         | 73    |       |
| 12. Juni | Veikko Vennamo                   | finnischer Politiker, Mitglied des Reichstags                                                      | 84    |       |
| 13. Juni | Al Berto                         | portugiesischer Dichter                                                                            | 49    |       |
| 13. Juni | Ladislau Bonyhádi                | rumänischer Fußballspieler                                                                         | 74    |       |
| 13. Juni | Werner Lottermoser               | deutscher Physiker                                                                                 | 87    |       |
| 13. Juni | Vittorio Mussolini               | italienischer Filmproduzent                                                                        | 80    |       |
| 14. Juni | Marjorie Best                    | US-amerikanische Kostümbildnerin                                                                   | 94    |       |
| 14. Juni | Helmut Fischer                   | deutscher Schauspieler                                                                             | 70    |       |
| 14. Juni | Vincent Gaddis                   | US-amerikanischer Autor                                                                            | 83    |       |
| 14. Juni | Matthias Hemmersbach             | deutscher Fußballspieler                                                                           | 55    |       |
| 14. Juni | Richard Jaeckel                  | US-amerikanischer Schauspieler                                                                     | 70    |       |
| 14. Juni | Karl Leineweber                  | deutscher Lyriker und Schriftsteller                                                               | 86    |       |
| 14. Juni | Agenor Maria                     | brasilianischer Politiker, Abgeordneter und Senator                                                | 70    |       |
| 14. Juni | Ilse Nolting-Hauff               | deutsche Romanistin und Hispanistin                                                                |       |       |
| 14. Juni | Paul Seibert                     | deutscher Botaniker                                                                                | 76    |       |
| 14. Juni | Siro Silvestri                   | italienischer katholischer Bischof                                                                 | 83    |       |
| 15. Juni | Desmond Banks, Baron Banks       | britischer Politiker                                                                               | 78    |       |
| 15. Juni | Kim Casali                       | neuseeländische Comiczeichnerin                                                                    | 55    |       |
| 15. Juni | Nicholas Danby                   | britischer Organist und Hochschullehrer                                                            | 61    |       |
| 15. Juni | Paul Hartig                      | deutscher Neuphilologe, Historiker und Gymnasialleiter                                             | 98    |       |
| 15. Juni | Helmut Hilpert                   | deutscher Fußballspieler                                                                           | 59    |       |
| 15. Juni | Charles Freeman Lee              | US-amerikanischer Jazz-Trompeter und Pianist                                                       | 69    |       |
| 15. Juni | Robert C. McEwen                 | US-amerikanischer Politiker                                                                        | 77    |       |
| 15. Juni | Rudolf Prescher                  | deutscher Feuerwehrbeamter                                                                         | 85    |       |
| 15. Juni | Hanns Sassmann                   | österreichischer Verleger                                                                          | 72    |       |
| 15. Juni | Herman Schoonderwalt             | niederländischer Jazz-Musiker                                                                      | 65    |       |
| 15. Juni | Dal Stivens                      | australischer Schriftsteller                                                                       | 85    |       |
| 16. Juni | Thilo von Boehmer                | deutscher Unternehmer, Rechtsanwalt und Leitender Regierungsdirektor                               | 86    |       |
| 16. Juni | Rolf Ericson                     | schwedischer Jazztrompeter                                                                         | 74    |       |
| 16. Juni | Alfred Haasler                   | österreichischer Geistlicher, Zisterzienser und Missionar                                          | 89    |       |
| 16. Juni | Elizabeth McBride                | US-amerikanische Kostümdesignerin                                                                  | 42    |       |
| 16. Juni | Michael O’Herlihy                | irischer Filmregisseur und Fernsehproduzent                                                        | 68    |       |
| 16. Juni | Lieselotte Quilling              | deutsche Schauspielerin                                                                            | 75    |       |
| 16. Juni | Tom Søndergaard                  | dänischer Fußballspieler                                                                           | 53    |       |
| 16. Juni | Sumii Sue                        | japanische Schriftstellerin                                                                        | 95    |       |
| 16. Juni | Inge Wersin-Lantschner           | österreichische Skirennläuferin                                                                    | 92    |       |
| 17. Juni | Bernhard Jensen                  | dänischer Kanute                                                                                   | 85    |       |
| 17. Juni | Martin Metzger                   | Schweizer Radrennfahrer                                                                            | 78    |       |
| 17. Juni | Ernst Wilhelm Wreden             | deutscher Studentenhistoriker und Burschenschaftsfunktionär                                        | 70    |       |
| 18. Juni | Vasile Hossu                     | rumänischer Priester, Bischof von Großwardein                                                      | 78    |       |
| 18. Juni | Otto Hübschen                    | deutscher Marineoffizier, U-Boot-Kommandant im Zweiten Weltkrieg                                   | 77    |       |
| 18. Juni | Lew Sinowjewitsch Kopelew        | russischer Schriftsteller                                                                          | 85    |       |
| 18. Juni | Edmond Leburton                  | belgischer Politiker und Premierminister                                                           | 82    |       |
| 18. Juni | Héctor Yazalde                   | argentinischer Fußballspieler                                                                      | 51    |       |
| 18. Juni | Benjamin Zemach                  | US-amerikanischer Filmtechniker                                                                    | 96    |       |
| 19. Juni | Lenelotte von Bothmer            | deutsche Politikerin (SPD), MdL, MdB                                                               | 81    |       |
| 19. Juni | Olga Georges-Picot               | französische Schauspielerin                                                                        | 57    |       |
| 19. Juni | Thurman Green                    | US-amerikanischer Jazz-Posaunist und Komponist                                                     | 56    |       |
| 19. Juni | Milka Hartman                    | österreichische Dichterin der slowenischsprachigen Volksgruppe von Kärnten                         | 95    |       |
| 19. Juni | Bobby Helms                      | US-amerikanischer Countrysänger                                                                    | 63    |       |
| 19. Juni | Bernd Kampka                     | deutscher Komponist und Schauspieler                                                               | 78    |       |
| 19. Juni | Stan Stasiak                     | kanadischer Wrestler                                                                               | 60    |       |
| 20. Juni | John Akii-Bua                    | ugandischer Leichtathlet                                                                           | 47    |       |
| 20. Juni | Alberto Romero Rivera            | spanischer Aktivist gegen die katholische Kirche                                                   | 61    |       |
| 21. Juni | Hermann Hartmut Bergengruen      | deutscher evangelischer Pastor, Friedensaktivist, Mitbegründer von Bündnis 90/Die Grünen und Autor | 61    |       |
| 21. Juni | Paul Carell                      | deutscher NS-Funktionär, Autor                                                                     | 85    |       |
| 21. Juni | Traugott Fuchs                   | deutscher Literaturprofessor, Philologe und Maler                                                  | 90    |       |
| 21. Juni | Shintarō Katsu                   | japanischer Schauspieler, Sänger, Filmproduzent und Regisseur                                      | 65    |       |
| 21. Juni | Marga Koske                      | deutsche Heimatforscherin                                                                          |       |       |
| 21. Juni | Karl Ridderbusch                 | deutscher Opernsänger (Bass)                                                                       | 65    |       |
| 21. Juni | Roman Siemiński                  | polnischer Radrennfahrer                                                                           | 77    |       |
| 22. Juni | Lars Bergendahl                  | norwegischer Skilangläufer                                                                         | 88    |       |
| 22. Juni | Ted Gärdestad                    | schwedischer Sänger, Musiker und Komponist                                                         | 41    |       |
| 22. Juni | Hans Hausmann                    | Schweizer Schauspieler, Regisseur, Übersetzer und Hörspielautor                                    | 73    |       |
| 22. Juni | Gérard Pelletier                 | kanadischer Journalist, Diplomat und Politiker                                                     | 78    |       |
| 22. Juni | Hans Rößner                      | deutscher Germanist, SS-Obersturmbannführer, später Lektor und Verlagsleiter                       | 86    |       |
| 22. Juni | Adolf Schallamach                | deutsch-britischer Ingenieur                                                                       | 91    |       |
| 22. Juni | Peter Woydt                      | deutscher Sportjournalist                                                                          | 55    |       |
| 23. Juni | Jakob Balzert                    | deutscher Fußballspieler                                                                           | 79    |       |
| 23. Juni | Hermann Flohn                    | deutscher Meteorologe                                                                              | 85    |       |
| 23. Juni | Henri Kassagi                    | tunesisch-französischer Illusionskünstler (Magier), Buchautor, Schauspieler und Maler              | 64    |       |
| 23. Juni | Gennadi Konoplew                 | sowjetisch-litauischer Politiker und Manager                                                       | 52    |       |
| 23. Juni | Rosina Lawrence                  | kanadisch-US-amerikanische Schauspielerin, Sängerin und Tänzerin                                   | 84    |       |
| 23. Juni | Betty Shabazz                    | US-amerikanische Witwe von Malcolm X                                                               | 61    |       |
| 24. Juni | Hans Dombois                     | evangelischer Jurist und Kirchenrechtler                                                           | 89    |       |
| 24. Juni | Wolfgang Fassler                 | österreichischer Opernsänger                                                                       | 53    |       |
| 24. Juni | Hertha Jugl-Jennewein            | österreichische Malerin und Journalistin                                                           | 77    |       |
| 24. Juni | Brian Keith                      | US-amerikanischer Theater-, Film- und Fernseh-Schauspieler                                         | 75    |       |
| 24. Juni | Prince Nico Mbarga               | nigerianischer Musiker                                                                             | 47    |       |
| 25. Juni | David Alex                       | osttimoresischer Freiheitskämpfer                                                                  |       |       |
| 25. Juni | Heinrich von der Becke           | deutscher Sportfotograf                                                                            | 84    |       |
| 25. Juni | Jacques-Yves Cousteau            | französischer Meeresforscher                                                                       | 87    |       |
| 25. Juni | Adolf Kabatek                    | deutscher Comicautor und Manager                                                                   | 65    |       |
| 25. Juni | Mario Salvadori                  | US-amerikanischer Bauingenieur und Architekt                                                       | 90    |       |
| 25. Juni | Sipan Schiras                    | armenischer Maler, Dichter und Bildhauer                                                           |       |       |
| 25. Juni | Helmut Sembdner                  | deutscher Literaturwissenschaftler und Kleist-Forscher                                             | 83    |       |
| 25. Juni | Walter Steinberger               | deutscher Versicherungskaufmann und Politiker (CSU), MdL Bayern                                    | 72    |       |
| 25. Juni | Wilhelm de Vries                 | deutscher Theologe und Kirchenhistoriker                                                           | 93    |       |
| 26. Juni | George Bassman                   | US-amerikanischer Komponist                                                                        | 83    |       |
| 26. Juni | Erwin Dietel                     | deutscher Jurist und Kommunalpolitiker                                                             | 84    |       |
| 26. Juni | Roberto Frucht                   | deutsch-chilenischer Mathematiker                                                                  | 90    |       |
| 26. Juni | Don Hutson                       | US-amerikanischer American-Football-Spieler und -Trainer                                           | 84    |       |
| 26. Juni | Israel Kamakawiwoʻole            | US-amerikanischer Sänger                                                                           | 38    |       |
| 26. Juni | Gregory L. Lucente               | US-amerikanischer Romanist, Italianist und Literaturwissenschaftler                                |       |       |
| 26. Juni | Thomas Joseph Murphy             | US-amerikanischer Geistlicher, Erzbischof von Seattle                                              | 64    |       |
| 26. Juni | Adolf Weidmann                   | deutscher Leichtathlet                                                                             | 95    |       |
| 27. Juni | Samuel L. Devine                 | US-amerikanischer Politiker                                                                        | 81    |       |
| 27. Juni | Eddie Kirk                       | US-amerikanischer Country-Musiker                                                                  | 78    |       |
| 27. Juni | Ken Richardson                   | britischer Test- und Autorennfahrer                                                                | 85    |       |
| 27. Juni | Ondino Viera                     | uruguayischer Fußballtrainer                                                                       | 95    |       |
| 28. Juni | Georg Knetsch                    | deutscher Geologe                                                                                  | 93    |       |
| 28. Juni | Hubert Lamb                      | englischer Klimatologe                                                                             | 83    |       |
| 28. Juni | Helmut Leherb                    | österreichischer Maler                                                                             | 64    |       |
| 28. Juni | Friedrich Wilhelm von Mellenthin | deutscher Militär, Offizier, Geschäftsmann und Autor                                               | 92    |       |
| 28. Juni | Mrs. Miller                      | US-amerikanische Sängerin                                                                          | 89    |       |
| 28. Juni | Hildegard Ochse                  | deutsche Fotografin                                                                                | 61    |       |
| 28. Juni | Joachim Schäfer                  | deutscher Chansonnier, Komponist und Gitarrist                                                     | 45    |       |
| 28. Juni | Ferdinand Trusheim               | deutscher Geologe und Paläontologe                                                                 | 91    |       |
| 29. Juni | Franz Binder                     | österreichischer Politiker (SPÖ)                                                                   | 75    |       |
| 29. Juni | Ian Clarke                       | neuseeländischer Rugby-Union-Spieler                                                               | 66    |       |
| 29. Juni | William Hickey                   | US-amerikanischer Schauspieler                                                                     | 69    |       |
| 29. Juni | Li’l Millet                      | US-amerikanischer Rhythm-and-Blues-Musiker                                                         | 61    |       |
| 30. Juni | Bill Bradley                     | englischer Radrennfahrer                                                                           | 64    |       |
| 30. Juni | Luís Cristóvão dos Santos        | brasilianischer Schriftsteller                                                                     | 80    |       |
| Juni     | Bill Adams                       | englischer Fußballspieler                                                                          | 76    |       |
| Juni     | Heinz Dressel                    | deutscher Dirigent                                                                                 |       |       |
| Juni     | Maurice Porot                    | französischer Psychiater                                                                           | 84    |       |
| Juni     | Emma Ripper-Schwabe              | österreichische Skirennläuferin, Chemikerin, Unternehmerin und Sportfunktionärin                   | 87    |       |
| Juni     | William Thoburn                  | kanadischer Ruderer                                                                                | 90    |       |